# Teracotona metaxantha
Teracotona metaxantha är en fjärilsart som beskrevs av George Francis Hampson 1900. Teracotona metaxantha ingår i släktet Teracotona och familjen björnspinnare. Inga underarter finns listade i Catalogue of Life.